# Brouvelieures
Brouvelieures ([bʁuvəlˈjœʁ] ) ist eine französische Gemeinde mit 411 Einwohnern (Stand: 1. Januar 2022) im Département Vosges in der Region Grand Est (bis 2015 Lothringen). Sie war bis zur Neuordnung der französischen Kantone der Hauptort (Chef-lieu) des Kantons Brouvelieures und bis zum 1. Januar 2014 auch der Sitz des Gemeindeverbandes Communauté de communes du Canton de Brouvelieures. Heute gehört sie zum Arrondissement Saint-Dié-des-Vosges (bis 2024 Épinal) und ist Mitglied im Gemeindeverband Communauté de communes Bruyères-Vallons des Vosges. Die Bewohner werden Brouvillois und Brouvilloises genannt.
Die auf 390 m über Meereshöhe gelegene Ortschaft wird vom Fluss Mortagne passiert. Sie grenzt im Nordwesten an Fremifontaine, im Norden an Mortagne, im Osten an Domfaing, im Südosten an Vervezelle, im Südwesten an Bruyères und im Westen an Grandvillers. Die Bewohner nennen sich Brouvillois.

## Bevölkerungsentwicklung
| Jahr      | 1962 | 1968 | 1975 | 1982 | 1990 | 1999 | 2008 | 2013 |
| --------- | ---- | ---- | ---- | ---- | ---- | ---- | ---- | ---- |
| Einwohner | 544  | 610  | 638  | 603  | 499  | 522  | 510  | 470  |

## Sehenswürdigkeiten
- ehemaliges Friedhofskreuz, Monument historique
- Kreuzerhöhungs-Kirche (Église de l’Exaltation-de-la-Sainte-Croix)

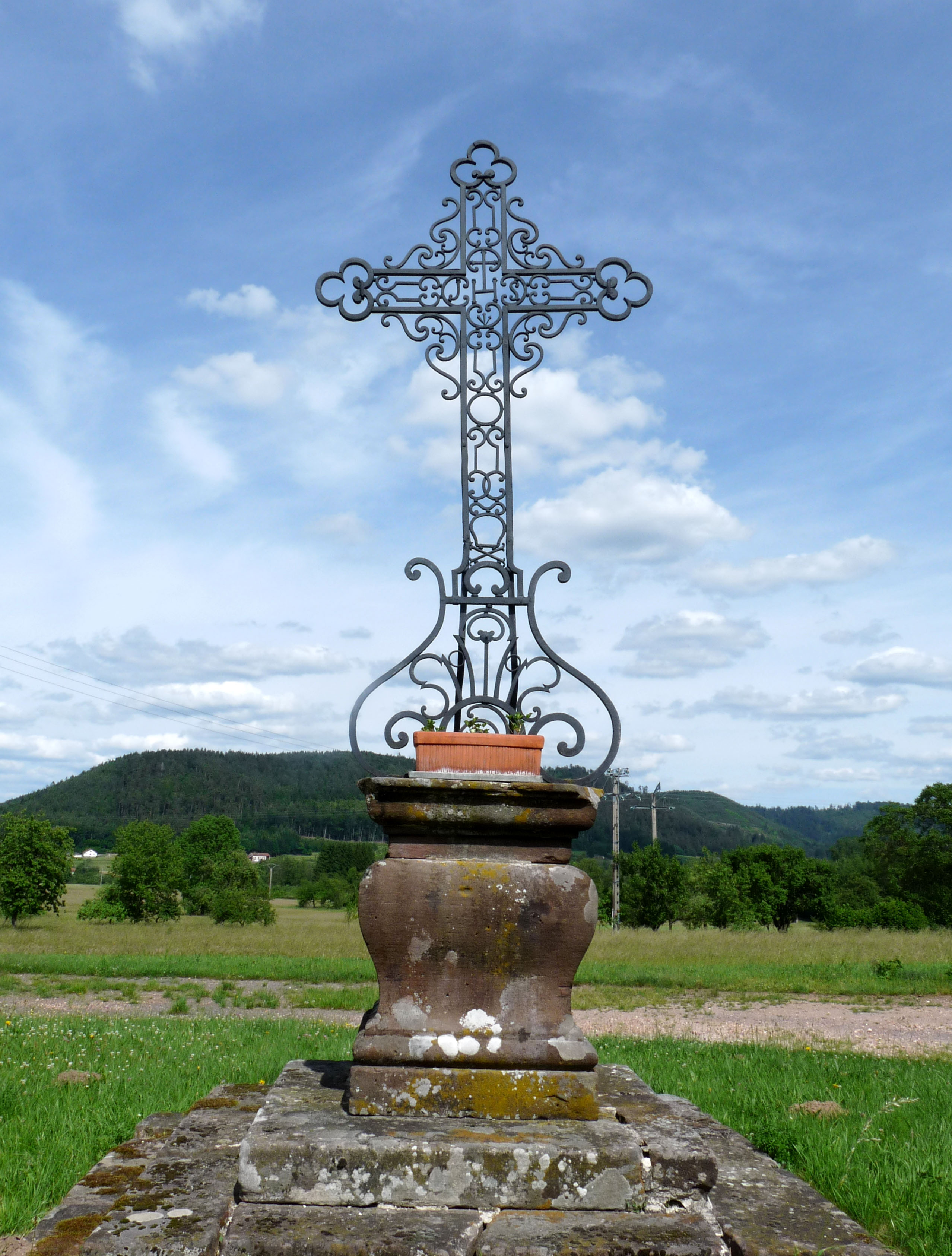
Friedhofskreuz
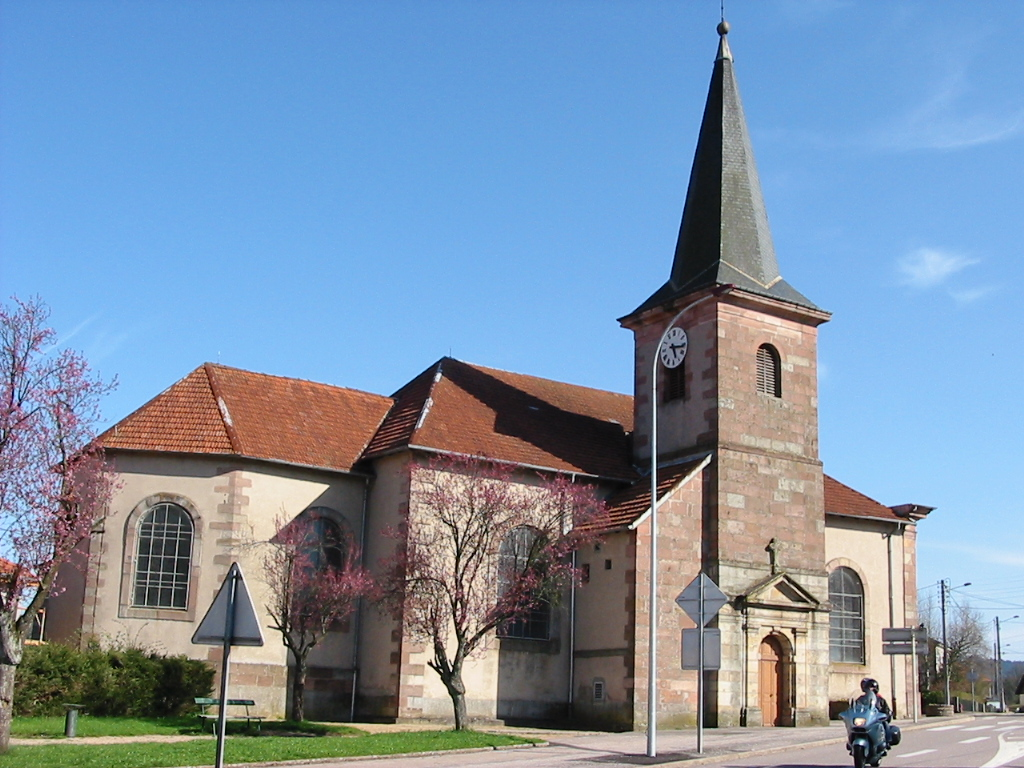
Kreuzerhöhungs-Kirche